# Sondre Olden
Sondre Olden, född 29 augusti 1992 i Oslo, är en norsk ishockeyforward som spelar för Leksands IF i SHL. Han har tidigare spelat för Brynäs IF, Vålerengens IF, Erie Otters, Modo Hockey och Manglerud Star i sin karriär.